# Anwendungssystem
Ein Anwendungssystem (englisch application system) ist ein System, das alle Programme beinhaltet, die als Anwendungssoftware für ein konkretes betriebliches Anwendungsbeispiel entwickelt, eingeführt und eingesetzt werden, inklusive der Technik und der Daten. Im weiteren Sinne zählen auch die IT-Infrastruktur, bestehend aus: Hardware, Software, Daten, Speichertechnik, Kommunikation und Netzwerk, sowie verantwortliche Personen dazu. Ein Anwendungsprogramm wird manchmal als Anwendungssystem bezeichnet, deckt aber nur einen Teil der Betrachtung ab.
In der Wirtschaftsinformatik bezeichnet ein Anwendungssystem das automatisierte Teilsystem von Informationssystemen. 
Anwendungssysteme unterstützen die Ausführung der unterschiedlichsten Tätigkeiten und Aufgaben in den verschiedenen Funktionsbereichen von Unternehmungen aller Branchen.

## Einsatzgebiete
Zu den Einsatzgebieten von Anwendungssystemen zählen alle Bereiche einer Unternehmung, wie die Beschaffung, die Produktion, der Vertrieb, die Verwaltung sowie das Finanz- und Rechnungswesen. Anwendungssysteme werden sowohl bei der Verarbeitung von Massendaten und Routinearbeiten in operativen Bereichen verwendet, als auch im Rahmen analytischer Aufgaben in Planungs- und Entscheidungsprozessen in strategischen Führungsbereichen.

## Bestandteile von Anwendungssystemen
Ein Anwendungssystem besteht aus folgenden Komponenten
| Anwendungsprogramm    |
| Basissoftware         |
| Kommunikationstechnik |
| Computerhardware      |
| Sonstige Hardware     |

### Anwendungsprogramm
Das zur Anwendung gebrauchte Programm ist eine Verarbeitungsvorschrift. Das bedeutet, dass ein Algorithmus (Folge von Befehlen bzw. Instruktionen), die eingegebenen Daten auswertet und mit Hilfe einer Ausgabefunktion (z. B.: Monitor, Drucker etc.) diese Daten interpretiert.

### Basissoftware
Die Basissoftware, beispielsweise das Betriebssystem, bildet die Voraussetzung für den Einsatz eines Computers und bezeichnet zugleich die, in einer Programmiersprache, geschriebenen Programme.

### Computerhardware
Hardware ist die physische Voraussetzung für die Benutzung eines Anwendungssystems.

### Sonstige Hardware
- Kommunikationstechnik
- Speicher
- Output-Geräte

## Die Integration von Anwendungssystemen
Ziel der Einführung eines Anwendungssystems in einem Unternehmen ist stets ein durchgängiger und fehlerfreier Informationsfluss. Für die Anwendungsintegration ist deswegen die korrekte Abstimmung von relevanten Konzepten entscheidend, wobei sich folgende drei Ansätze anbieten:
- Datenintegration: Eine Datenintegration sieht eine derartige Verwaltung der vorhandenen Datenbestände durch zwei oder mehr Anwendungssystem, so dass für jedes Datum nur eine einmalige Speicherung erfolgt. Sollte ein und dasselbe Datum mehrfach auftreten, so werden Kopien erschaffen, die in einem übereinstimmenden Zustand gehalten werden. Die technische Realisation ist möglich, indem man entweder eine übergreifende Datenbank aufbaut und betreibt oder die Datenbestände periodisch bzw. ereignisabhängig über Schnittstellen miteinander abgleicht.

- Funktionsintegration: Eine Funktionsintegration liegt bei einer Zusammenfassung fachlicher zusammenhängender Funktionen in einem Anwendungssystem vor. Funktionsintegration zielt ebenfalls auf die Vermeidung von eventuell nach der Integration auftretenden Datenintegrationsproblemen. Es ist jedoch anzumerken, dass ein einzelnes funktionsintegriertes Anwendungssystem nicht immer die besten BWL-Lösungen für alle integrierten Funktionen liefert.

- Prozess- und Vorgangsintegration: Die Prozess- und Vorgangsintegration wird durch die bruchlose Verbindung von auf Anwendungssystemen gestützte Funktionen und Teilprozessen erreicht. Dabei werden dem Benutzer bei jedem Bearbeitungsschritt jegliche relevanten Funktionen und Daten zur Verfügung gestellt. Eine erfolgreiche Prozess- und Vorgangsintegration ermöglicht des Weiteren eine leichtere Überwachung des Prozessablaufs, was jedoch eine umfangreiche Beschreibung des Prozesses erfordert. Die Prozess- und Vorgangsintegration kann hierbei sowohl im Unternehmen intern als auch extern zwischen Unternehmen oder zwischen einem Unternehmen und dessen Verbrauchern erfolgen.